# Cyclop (Schiff, 1864)
Die Cyclop war das dritte Schiff der Camaeleon-Klasse, einer Klasse von insgesamt acht Dampfkanonenbooten I. Klasse der Königlich Preußischen sowie der Kaiserlichen Marine.

## Bau und Dienstzeit
Die Cyclop wurde am 8. September 1859 durch die Königliche Werft Danzig auf Kiel gelegt und lief genau ein Jahr später vom Stapel. Nach der Fertigstellung entfielen die sonst üblichen längeren Probefahrten aufgrund knapper finanzieller Mittel und das Schiff wurde lediglich während der Überführung von Danzig zum Dänholm einzelnen Prüfungen unterzogen. Eine im Dezember 1863 angedachte Indienststellung unterblieb wegen ungünstiger Witterung und fehlender Mannschaften. 
Am 21. Februar 1864 wurde die Cyclop wegen des ausgebrochenen Deutsch-Dänischen Krieges in Dienst gestellt und der 2. Flottillen-Division zugeteilt. Im April wurde aus allen Schiffen der Camaeleon-Klasse die Reserve-Division gebildet, der auch die Cyclop fortan angehörte. Am 24. April und 6. Mai war das Kanonenboot an Kampfhandlungen gegen dänische Kriegsschiffe beteiligt, bei denen es keine Schäden nahm. Der Teilnahme an einer Flottenparade vor König Wilhelm I. folgte im August und September eine Geschwaderfahrt entlang der schleswig-holsteinischen Ostseeküste. Am 15. September 1864 erreichte die Cyclop den neuen Marinehafen Kiel und verbrachte den Winter, weiter in Dienst befindlich, als Wachtschiff des Eider-Kanals.
Trotz der Zuteilung zur Marinestation der Ostsee wurde die Cyclop während des Deutsch-Deutschen Krieges in der Nordsee eingesetzt. Nachdem das Schiff bei der Übersetzung von Infanterie über die Elbe bei Altona geholfen hatte und sein Landungskorps an der Unschädlichmachung der Strandbatterien nahe Brunshausen beteiligt war, sollte es die Batterien nahe Abbenfleth ausschalten und dann gemeinsam mit der Loreley das Heer bei der Eroberung von Stade unterstützen. Danach machten die beiden Schiffe kampflos hannoversche Küstenbatterien in der Emsmündung unschädlich. Die Aktionen waren bis zum 22. Juni abgeschlossen. Die Cyclop verblieb bis Mitte Juli in der Nordsee und tat dann bis zu ihrer Außerdienststellung am 14. Oktober 1866 als Tender für die Gefion Dienst.
Am 22. März 1869 wurde die Cyclop wieder in Dienst gestellt. Nach einem Einsatz als Stationsschiff in Kiel wurde es zu Vermessungen nahe der Insel Alsen genutzt. Nach der Teilnahme an Manövern blieb das Schiff mit reduzierter Besatzung den Winter über in Dienst. 1870 half es, die am 15. Mai nahe Langeland festgekommene Friedrich Carl nach Kiel zu schleppen, und begleitete diese auf dem Weg zur notwendig gewordenen Reparatur in Portsmouth bis Kap Skagen. Nach Ausbruch des Deutsch-Französischen Krieges war die Cyclop zur Bewachung der Elbmündung eingesetzt, jedoch nicht in Kampfhandlungen verwickelt.
Nach Kriegsende wurde die Cyclop wieder als Stationsschiff in Kiel eingesetzt und diente zeitweise auch als Ansteuerungspunkt bei Langeland, womit die Kaiserliche Marine die immer wieder auftretenden Schwierigkeiten mit dänischen Lotsen umgehen wollte. Im August 1871 diente das Schiff der Pommerania, die von einer wissenschaftlichen Expedition zurückgekehrt war und an deren Bord die Cholera ausgebrochen war, als Landverbindung. Am 11. November wurde es in Danzig für eine Grundüberholung außer Dienst gestellt.

## Verbleib
Da sich bei den Untersuchungen der Cyclop ergab, dass eine Weiterverwendung aufgrund des Schiffszustandes nicht möglich war, wurde das Schiff am 19. März 1872 aus der Liste der Kriegsschiffe gestrichen. Noch brauchbare Teile (einschließlich der Maschinenanlage) wurden ausgebaut und zur Verwendung in einem neuen Kanonenboot, das ebenfalls den Namen Cyclop erhielt, konserviert, der Rumpf abgewrackt.

## Kommandanten
| 21. Februar bis April 1864           | Leutnant zur See I. Klasse / Kapitänleutnant Arendt |
| April bis September 1864             | Leutnant zur See Paul von Reibnitz                  |
| September 1864 bis Juni 1865         | Leutnant zur See Karl von Eisendecher               |
| Juni 1865 bis Mai 1866               | Kapitänleutnant von Schwarzburg-Sondershausen       |
| Mai bis 14. Oktober 1866             | Kapitänleutnant Ulffers                             |
| 22. März bis September 1869          | Kapitänleutnant Wilhelm Ditmar                      |
| September 1869 bis 11. November 1871 | Kapitänleutnant von Nostitz                         |